# Евелін Ху
Евелін Ху (Evelyn L. Hu; нар. 15 травня 1947, Нью-Йорк) — американська науковиця в галузі нанотехнологій. Іменна професорка (Tarr-Coyne Professor of Applied Physics and Electrical Engineering) Гарвардського університету, член Національних Академії наук (2008) і Інженерної академії (2002) США, а також Академії Сініка.
Закінчила Бернард-коледж (бакалавр фізики, 1969). У Колумбійському університеті здобула ступінь магістра (1971) і доктора філософії (1975) з фізики. Від 1975 до 1984 року працювала в лабораторіях Белла. Від 1984 року — професорка Каліфорнійського університету в Санта-Барбарі, протягом 1992—1994 років — завідувачка кафедри. Була науковою співдиректоркою-засновницею California NanoSystems Institute. Від 2009 року — іменна професорка Гарварду, спочатку Gordon McKay Professor of Applied Physics and Electrical Engineering, нині Tarr-Coyne Professor of Applied Physics and Electrical Engineering.
Редактор Science.
Член Американської академії мистецтв і наук. Фелло IEEE (1994), Американського фізичного товариства (1995), AAAS (1998). Була членкинею Ради НАН США (по 2019).
Нагороди та відзнаки
- Harvard Graduate Women in Science and Engineering (HGWISE) Mentor of the Year (2012, перша відзначена[10])[11]
- Distinguished Teaching Fellow Award, Національний науковий фонд
- AAAS Lifetime Mentor Award

Почесна докторка шотландського Університету Глазго і Університету Геріот-Ватт, а також Гонконзького університету науки і технологій і Університету Нотр-Дам.